# آنتن (برنامه تلویزیونی)
آنتن (به انگلیسی: OnTen) یک برنامه خبری طنز بود که به موضوعات سیاسی و اجتماعی داخلی و بین‌المللی ایران می‌پرداخت. مدت زمان پخش این برنامه هفتگی ۳۰ دقیقه بود و در آن سرخط خبرها و داستان‌های پشت آن‌ها را با تجزیه و تحلیل‌های طنزگونه و مصاحبه‌های اختصاصی بررسی می‌کرد.
آنتن از راه ماهواره توسط شبکهٔ خبری صدای آمریکا در ایران پخش می‌شد.
این برنامه جایگزین پارازیت بود که توسط تهیه‌کننده اجرایی آنتن، سامان اربابی ساخته شده‌است.
دومین فصل برنامه با میزبانی آرش سبحانی نوازنده موسیقی زیرزمینی راک ایرانی ساخته شد. وی بنیانگذار و رهبر گروه کیوسک است.
روزنامه‌نگار ایرانی مسیح علینژاد برای این برنامه از لندن گزارش تهیه می‌کرد.
سامان اربابی همچنین یکی از بازیگران این برنامه بود و در طول فصل اول به عنوان میزبان برنامه و مجری اخبار جعلی به سبک دی آنین ظاهر شد.